# ハイチ帝国 (1804年-1806年)

ハイチ帝国
Empire d'Haïti  (フランス語)
Anpi an Ayiti  (ハイチ・クレオール語)

国の標語: La liberté ou la mort（フランス語）
自由か死か
ハイチ帝国の地図

ハイチ帝国（ハイチていこく、フランス語: Empire d'Haïti）は、1804年に独立したハイチが、皇帝としてジャン＝ジャック・デサリーヌ（ジャック1世）を戴くことで成立した国家である。

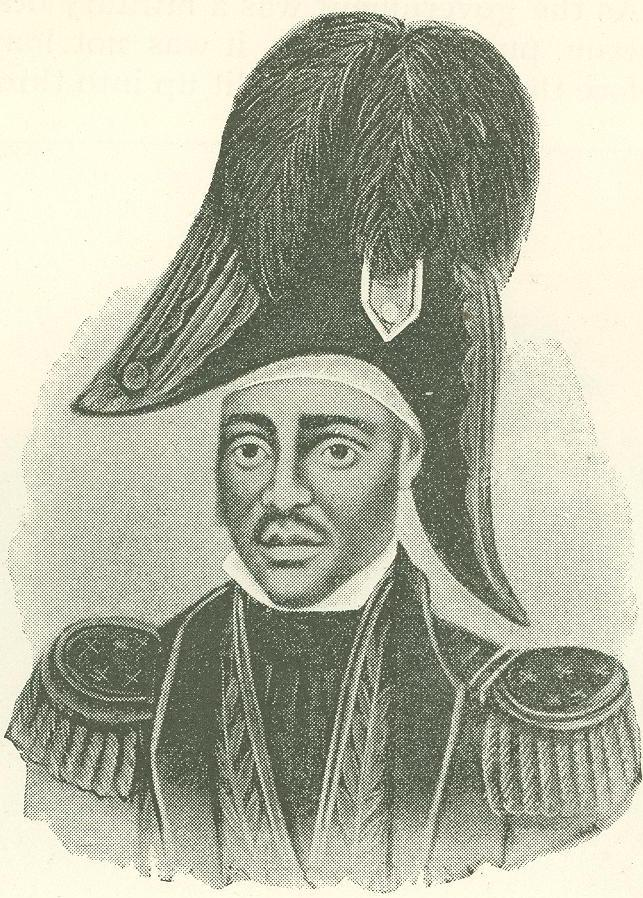
皇帝ジャック1世

## 概要
フランスの植民地だったサン＝ドマングは、激しい独立戦争の末に独立を達成した。1803年11月30日からサン＝ドマングの総督となっていた独立戦争の英雄ジャン＝ジャック・デサリーヌは、1804年1月1日にゴナイーヴにて、公式にサン＝ドマングの独立を宣言し、国名を「ハイチ」に改めた。また、自身は終身総督の地位に就いた。さらに、同年9月22日、デサリーヌはフランス帝国皇帝のナポレオン1世に倣って皇帝として即位し、ジャック1世を称した。1805年5月20日には帝国憲法が公布され、ジャック1世は後継者指名権を獲得した。
権力掌握後のジャック1世は植民地支配の報復として白人を大量に殺害し、白人の持つ資産・土地を没収した。しかし、そんな皇帝の統治に不満を持つ北部の実力者アンリ・クリストフと南部の実力者アレクサンドル・ペションらの策謀により、1806年10月17日、ジャック1世は反乱鎮圧に向かう途上のポン＝ラルナージュ（現在のポン＝ルージュ）で暗殺された。
ジャック1世の死後、ハイチの国土は北部のハイチ国と南部のハイチ共和国に分裂した。